# Glenton Wolffe
Glenton Wolffe (né le 30 décembre 1981 à Trinité-et-Tobago) est un footballeur international trinidadien, qui évolue au poste de défenseur.

## Biographie

### Carrière en sélection
Avec l'équipe de Trinité-et-Tobago, il joue 5 matchs (pour aucun but inscrit) entre 2005 et 2007. 
Il figure dans le groupe des sélectionnés lors des Gold Cup de 2005 et de 2007, où son équipe est éliminée à chaque fois au premier tour.

## Palmarès
| North East Stars - Championnat de Trinité-et-Tobago (1) : - Champion : 2003. - Coupe de Trinité-et-Tobago (1) : - Vainqueur : 2004. - Coupe Goal Shield de Trinité-et-Tobago (1) : - Vainqueur : 2010. |  | San Juan Jabloteh - Championnat de Trinité-et-Tobago : - Vice-champion : 2009. - Coupe Pro Bowl de Trinité-et-Tobago (1) : - Vainqueur : 2006. - Coupe Toyota Classic de Trinité-et-Tobago : - Finaliste : 2009. - CFU Club Championship : - Finaliste : 2006. |